# Jean-François Lamour
Jean-François Lamour (ur. 2 lutego 1956 w Paryżu) – francuski szablista, pięciokrotny medalista olimpijski, trzykrotny medalista mistrzostw świata, były minister sportu w czterech rządach, deputowany.

## Życiorys

### Kariera sportowa
Trenował szermierkę, specjalizując się w szabli. Na igrzyskach olimpijskich w Moskwie w 1980 zajął indywidualnie 21. miejsce. Podczas rozgrywanych cztery lata później igrzysk olimpijskich w Los Angeles wywalczył indywidualnie złoty medal, pokonując w finale Włocha Marca Marina 12:11. Na tych samych igrzyskach reprezentacja Francji (w składzie: Jean-François Lamour, Pierre Guichot, Hervé Granger-Veyron, Philippe Delrieu i Franck Ducheix) zdobyła srebrny medal. Na igrzyskach olimpijskich w Seulu w 1988 Jean-François Lamour obronił tytuł mistrza olimpijskiego, pokonując w finale turnieju indywidualnego Polaka Janusza Olecha 10:4. Drużynowo Francuzi zajęli czwarte miejsce, przegrywając walkę o medal z Włochami. Brał również udział w igrzyskach olimpijskich w Barcelonie w 1992, zdobywając dwa medale. W rywalizacji indywidualnej był trzeci (wyprzedzili go Węgier Bence Szabó oraz Marco Marin). W zawodach drużynowych Francja (w składzie Jean-François Lamour, Jean-Philippe Daurelle, Franck Ducheix, Hervé Granger-Veyron i Pierre Guichot) także zajęła trzecie miejsce.
Podczas mistrzostw świata w Lozannie w 1987 zwyciężył w turnieju indywidualnym, pokonując w finale Węgra Györgya Nébalda. Drużyna z jego udziałem zajęła na tych zawodach trzecie miejsce. Ponadto zdobył brązowy medal drużynowo na mistrzostwach świata w Denver w 1989.
Trzynaście razy był mistrzem Francji (w 1977, 1978, 1980, 1981, 1982, 1983, 1984, 1985, 1987, 1988, 1989, 1991 i 1992).

### Działalność zawodowa i polityczna
Z wykształcenia chemik, uzyskał także dyplom w zakresie fizykoterapii. Członek Académie des sports. W latach 90. zaangażował się w działalność polityczną. Był współpracownikiem Jacques’a Chiraca, będąc jego doradcą ds. młodzieży i sportu w okresie pełnienia przez tego funkcję mera Paryża (od 1993 do 1995) i następnie urzędu prezydenta w okresie pierwszej kadencji.
Od 7 maja 2002 był ministrem sportu w pierwszym i drugim rządzie Jean-Pierre’a Raffarina. 31 marca 2004, w trzecim gabinecie tego samego premiera, objął urząd ministra młodzieży, sportu i wspólnot. Resortem młodzieży i sportu kierował także w rządzie Dominique’a de Villepin (od 31 maja 2005 do 15 maja 2007). W wyborach parlamentarnych w 2007 uzyskał mandat deputowanego do Zgromadzenia Narodowego z ramienia Unii na rzecz Ruchu Ludowego. W 2008 został radnym Paryża. W wyborach parlamentarnych w 2012 uzyskał poselską reelekcję.